# 1912
Cette page concerne l'année 1912 (MCMXII en chiffres romains) du calendrier grégorien.
L'année 1912 est une année bissextile qui commence un lundi.

## En bref
- 17 janvier: l'explorateur britannique Robert Falcon Scott et son groupe de cinq personnes arrivent au pôle Sud, seulement à découvrir que l'expédition norvégienne de Roald Amundsen les avait précédés de quatre semaines.
- 29 mars : Scott et ses compagnons meurent d'épuisement, de faim et de froid en Antarctique, lors de leur retour.
- 30 mars : traité de Fès. Protectorat français au Maroc

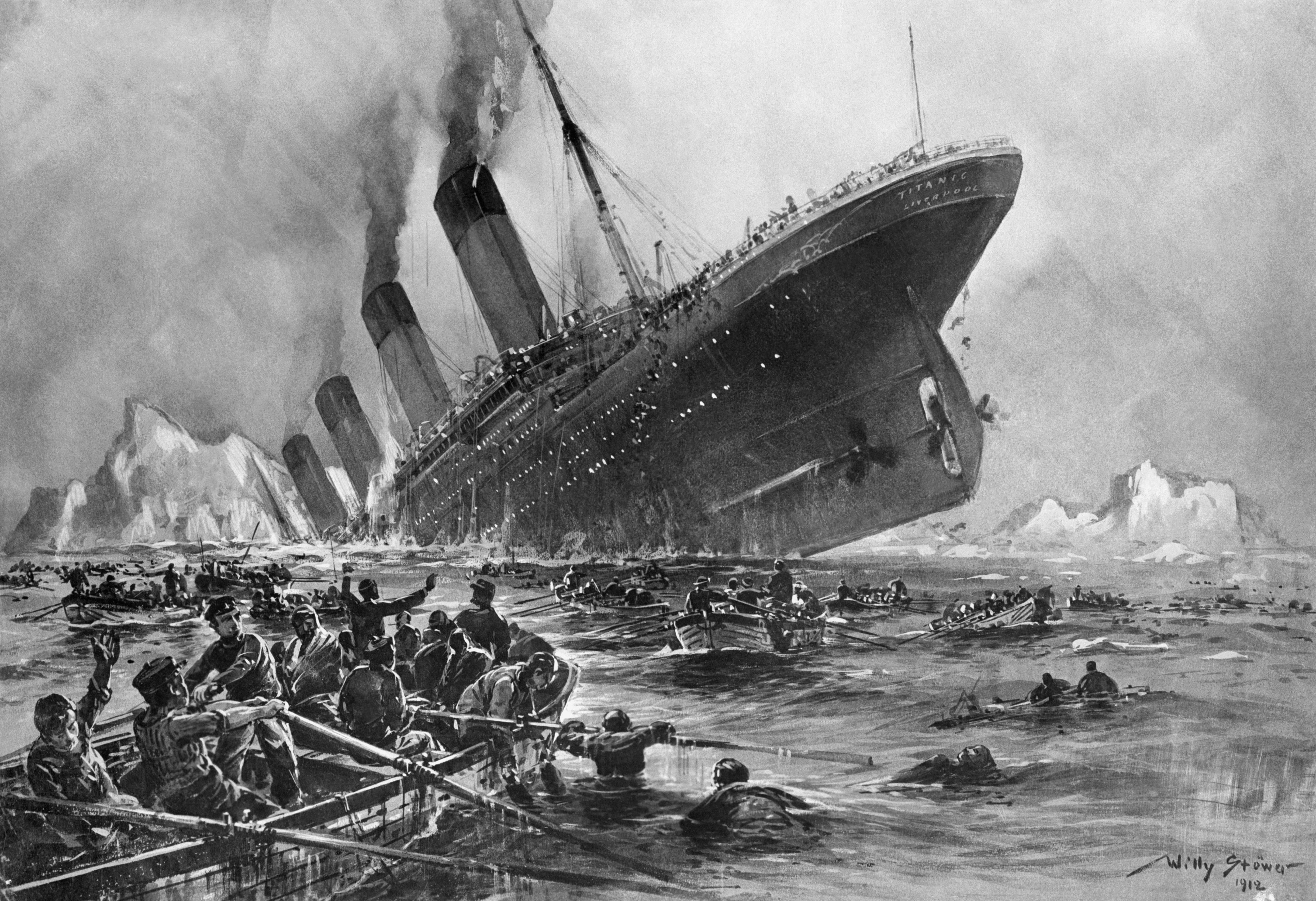
14 avril : naufrage du Titanic. Dessin de Willy Stöwer. Lors de sa première traversée, de Southampton à New York, le Titanic, alors le plus grand paquebot du monde, heurte un iceberg au large de Terre-Neuve. Le bloc de glace créé des voies d’eau, à tribord, en dessous de la ligne de flottaison. Malgré le travail des pompes, le bâtiment coule en deux heures quarante. Environ 2200 personnes se trouvaient à bord, mais les canots de sauvetage ne pouvaient accueillir que 1178 passagers. Les femmes et les enfants sont privilégiés pour l’embarquement dans les canots, et 18 des 20 canots sont correctement mis à la mer, dont la plupart ne sont pas remplis à pleine capacité. Environ 1500 personnes périssent dans les eaux glacées et les rescapés sont recueillis par le Carpathia quelques heures après le naufrage.

- 14 au 15 avril : à 23 h 40, le RMS Titanic heurte un iceberg à 650 kilomètres au large de Terre-Neuve. Il coule le 15 avril, à 2 h 20.
- 12 août : accord de paix entre le Tibet et la république de Chine. À la suite du renversement des Qing par la révolution en Chine, le Tibet devient de facto indépendant bien que toujours dépendant de la Chine au regard du droit international.
- 17 octobre : début de la première Guerre balkanique
- 18 octobre : le traité de Lausanne met fin à la guerre italo-turque.

## Événements

### Afrique
- 8 janvier : conférence de Bloemfontein. Naissance d’un parti bantou en Afrique du Sud : African National Congress (ANC)[1].

- 7 février : décret imposant la conscription dans les colonies françaises[2].
- 9 février : boycott des tramways tunisois[3].

- 30 mars : convention de Fès. Signature à Fès du traité qui impose le protectorat français sur le Maroc[4].
- 13 avril : répression de la révolte multiethnique de Ndungutse par les Allemands au Rwanda[5].

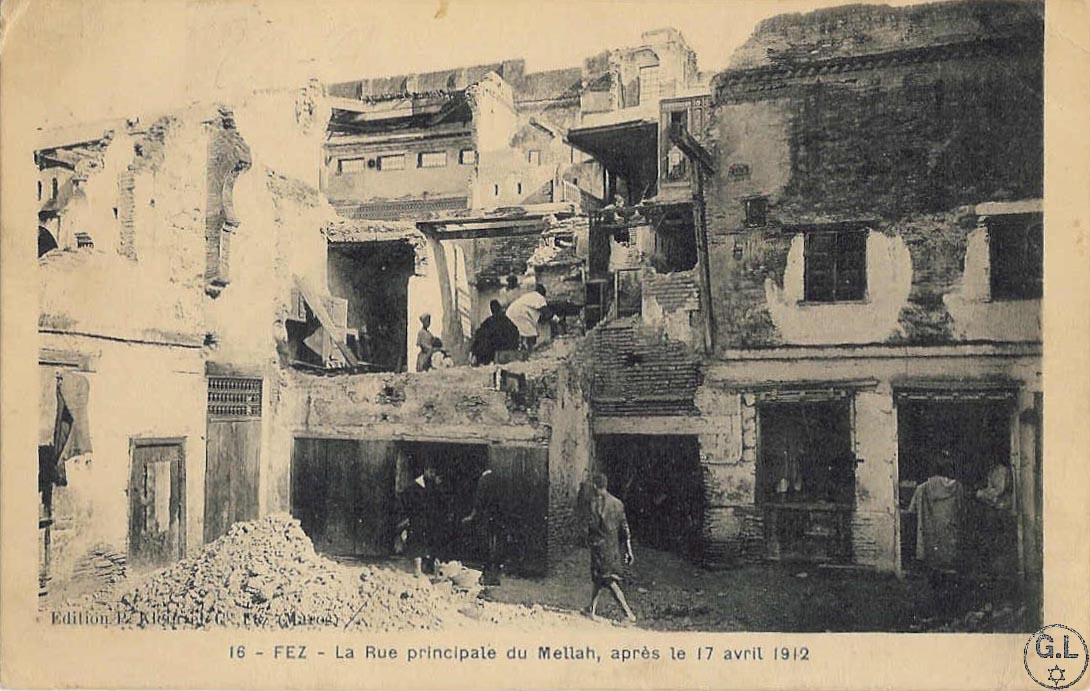
Une rue du mellah, le quartier juif de Fès après l’insurrection du 17 avril.

- 17 - 19 avril : insurrection de Fès, réprimée par le général Moinier ; les tabors massacrent leurs officiers français et envahissent les rues pour protester contre le protectorat français sur le Maroc, rejoints par la population ; le quartier juif est saccagé pour châtier ses habitants du bon accueil qu’ils ont fait aux soldats français[6].
- 28 avril : Hubert Lyautey est nommé commissaire-résident général au Maroc[7]. Il arrive à Fès le 24 mai et rétablit l’ordre[8].

- 25 mai : décret fixant les conditions d’accession des indigènes de l’AOF à la qualité de citoyen français[9].

- 16 juin, guerre italo-turque : les Italiens débarquent à Bu Sceifa en Tripolitaine ; le 8 juillet ils occupent Misurata puis Gheran le 20 juillet[10].

- 12 août : abdication de Moulay Hafid. Le lendemain, son frère Moulay Youssef, choisit par Lyautey, devient sultan du Maroc[8].

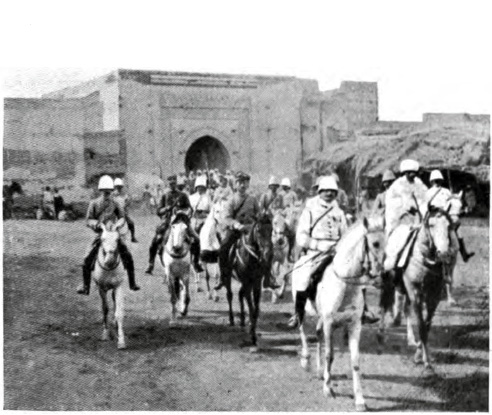
9 septembre : la colonne Mangin entre dans Marrakech.

- 15 août[11] : des nomades sahariens, menés par El Hiba (le sultan bleu), fils du marabout Ma El Aïnin s’emparent de Marrakech d’où ils sont rejetés par l’armée française le 6 septembre[12].
- 19 août : création du Southern Nigeria Civil Service Union, premier syndicat du Nigeria, qui devient le Nigerian Civil Servants Union en 1914[13].

- 29 septembre : Georges Hardy, est nommé inspecteur de l’enseignement en AOF[14]. Le Service de l’Enseignement en AOF créé en 1903 est réorganisé. Il est dirigé par le gouverneur général, assisté d’un inspecteur de l’enseignement (arrêtés des 6 juillet 1911, 2 janvier et 2 novembre 1912, 30 janvier 1913)[15].

- 18 octobre : l’accord de Lausanne met fin à la guerre italo-turque. Les Turcs évacuent la Libye et l’Empire ottoman accorde l’indépendance au peuple libyen[16].

- 27 novembre : convention de Madrid entre l’Espagne et la France pour le partage du Maroc. Tanger obtient un régime particulier[4].

- Création à Saint-Louis du Parti des Jeunes Sénégalais, premier parti politique du Sénégal[17].
- Création à Karonga du Nyassa Native Association, première associations indigène au Nyassaland[18].

### Amérique
- 9 janvier : les États-Unis interviennent à Puerto Cortés, au Honduras où débarquent 75 Marines pour empêcher la saisie d’un chemin de fer appartenant à une société américaine ; ils se retirent en mars après le désaveux de l’administration Taft[19].
- 10 février : loi Sáenz Peña. Réforme électorale en Argentine, instaurant le suffrage universel masculin[20].
- 31 mai - 25 juillet : intervention américaine à Cuba pour aider à la répression du soulèvement du Parti des indépendants de couleur, dont le leader Evaristo Estenoz est tué le 27 juin[21].
- 3 juin : au Mexique, le président Madero décide de taxer plus lourdement les activités d’extraction de pétrole, ce qui lui attire l’opposition des compagnies étrangères et donc des États-Unis[22].

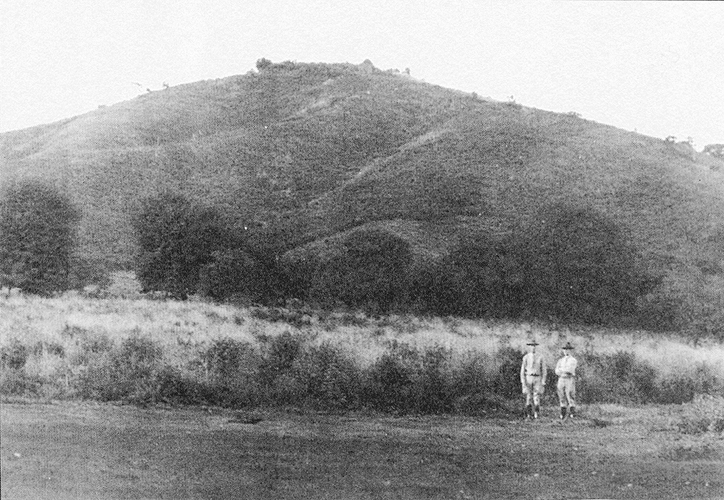
Deux Marines américains devant la colline de Coyotepe, près de Masaya, au Nicaragua en octobre 1912, après la prise du fort des rebelles.

- 29 juillet : complot du général Luis Mena contre le gouvernement au Nicaragua. Soulèvement des villes libérales (León, Masaya). L’Assemblée nationale choisit de nommer Mena président de la République, mais en août, 400 marines débarquent pour soutenir le président conservateur Adolfo Díaz[23].
- 14 août : les États-Unis occupent le Nicaragua qui est le théâtre d’émeutes[23] (1912-1925, 1926-1933).
- 15 août : le libéral radical Eduardo Schaerer (es) devient président du Paraguay, ce qui met fin à une période d’anarchie et d’instabilité politique au Paraguay[24].

- 22 octobre : début de la guerre du Contestado au Brésil[25] (fin en août 1916).
- 5 novembre : élection de Woodrow Wilson comme président des États-Unis[26].

### Asie
- 1er janvier : constitution du gouvernement de la république de Chine par Sun Yat-sen[27].
- 12 février : l’empereur de Chine Puyi abdique en faveur de la république et remet le pouvoir à Yuan Shikai[28].
- 15 février : Sun Yat-sen démissionne et l’assemblée de Nankin nomme Yuan Shikai président de la république[27]. Celui-ci répartit les ministères équitablement entre les partisans du Guomindang et les siens.

- 7 mars : la république de Chine est proclamée à Lhassa. Mais la population tibétaine s’insurge contre la présence chinoise[29]. Des affrontements entre volontaires tibétains et troupe chinoises ont lieu à Pemajong, entre Gyantse et Shigatse le 16 mars et à Gyantse le 28 mars, ou les militaires chinois sont désarmés[30]. En mai, la garnison chinoise de Lhassa est encerclée par 20 000 soldats tibétains[31] et le président chinois Yuan Shikai envoie des troupes du Sichuan en juillet pour la relever[32].

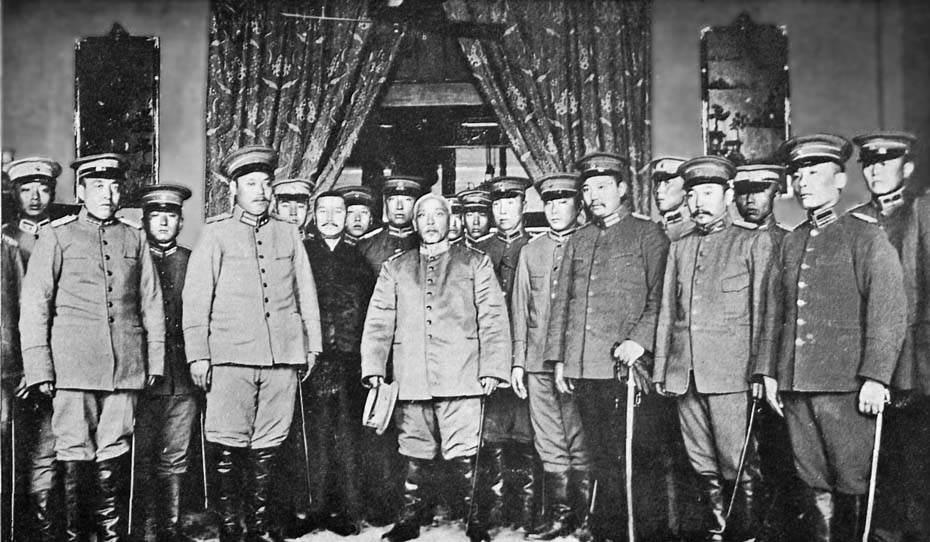
10 mars : Yuan Shikai prend ses fonctions de président de la république de Chine.

- 11 mars : promulgation de la Constitution provisoire de la république de Chine par le Conseil national de Nankin[28].

- 21 avril : le président Yuan Shikai proclame que le Tibet, la Mongolie et le Turkestan sont des provinces de la nouvelle république de Chine[33].

- Mai, Mongolie : début du siège de Kobdo par les insugés mongols.Le gouverneur mandchou, qui compte sur une aide de la province du Xinjiang, résiste[34].

- 24 juin : après son exil en Inde, le 13e dalaï lama quitte Kalimpong pour Lhassa[35].

- 8 juillet : convention secrète russo-japonaise signé à Saint-Pétersbourg rejetant la possibilité d’un rattachement de la Mongolie intérieure à la Mongolie autonome[36]. La tentative de négociations entre la Mongolie et le Japon échoue.
- 30 juillet, Japon : mort de l’empereur Meiji[37]. Début de l’ère Taishō (fin en 1926) et du règne de l’empereur Yoshihito.

- 7 août, Mongolie : capitulation de Kobdo à l’approche des troupes chinoises. Une intervention russe évite la reprise des hostilités. Kobdo rejoint le nouvel état mongol en hiver 1913[34].
- 12 août : signature d’un accord en trois points entre le Tibet et la république de Chine sur le départ des ambans, en présence de représentants du Népal[38].

- 13 septembre, Japon : suicide (seppuku) du général Nogi et de son épouse à l’occasion des funérailles de l’empereur Meiji[39].

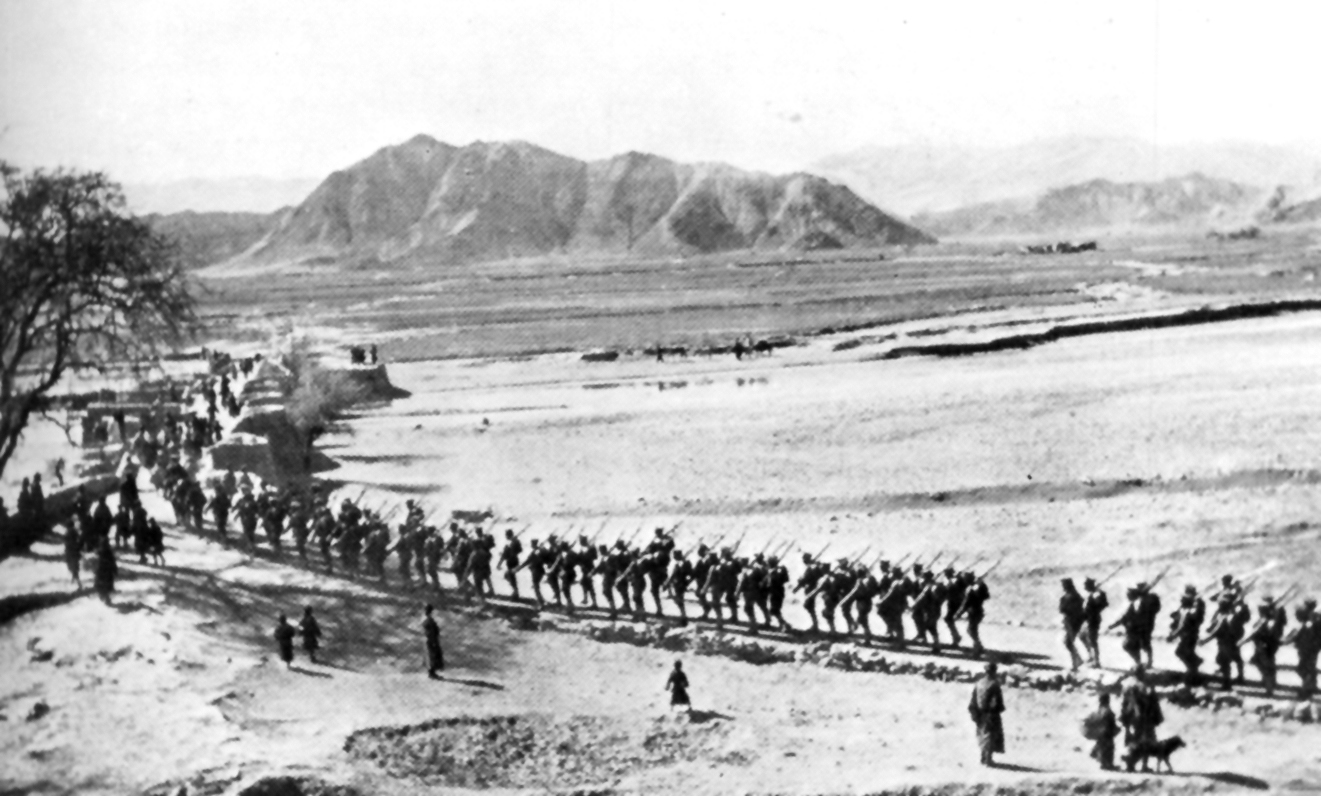
Les troupes chinoises quittent Lhassa.

- 25 septembre : l’amban Chung Ying, encerclé par les forces tibétaines dans sa résidence de Lhassa, doit accepter de se retirer du Tibet avec les derniers militaires chinois[31].

- 10 octobre : fondation à Surabaya en Indonésie de l’organisation nationaliste Sarekat Islam (Union islamique), issue d’une association des marchands de batik. Éveil du sentiment national[40].

- 3 novembre : accord russo-mongol conclu à Ourga. La Russie reconnaît prudemment l’autonomie de la Mongolie et obtient des concessions commerciales[41].

- 18 décembre : création du Persatuan Guru Hindia Belanda (PGHB), un syndicat d’enseignants indigènes aux Indes orientales néerlandaises[42]. Début de la constitution d’organisations syndicales en Indonésie.
- 23 décembre : attentat manqué à Delhi contre le vice-roi des Indes Lord Hardinge[43].

### Proche-Orient
- 7 et 8 janvier : victoire italienne sur la Turquie à la bataille de Kunfuda en mer Rouge[44].
- 15 et 18 janvier : la flotte italienne arraisonne deux bateaux français — le Carthage et le Manouba — qui faisaient route vers la Tunisie, parce qu’ils transportaient un avion et une mission du Croissant vert ottoman[45]. Il s’ensuit un grave incident diplomatique que le président du conseil italien Giovanni Giolitti résout en se soumettant au jugement de la Cour de La Haye.

- 24 février : bataille de Beyrouth. La flotte italienne détruit deux navires turcs dans le port de Beyrouth et bombarde la ville[46].

- 18 avril : la flotte italienne bombarde les fortifications des Dardanelles[46].
- 25 avril : la flotte italienne débarque un corps expéditionnaire à Stampalia, dans le Dodécanèse[46].

- 4 mai : l’Italie s’empare de Rhodes[46].

- 21 juillet, Empire ottoman : Ahmed Muhtar Pacha forme un cabinet libéral. Les élections législatives sont truquées par le pouvoir, qui impose ses candidats dans toutes les circonscriptions. En juillet, le CUP perd le pouvoir au profit de l’Entente libérale[47]. Muhtar Pacha démissionne le 29 octobre à la suite du déclenchement de la Première Guerre balkanique.

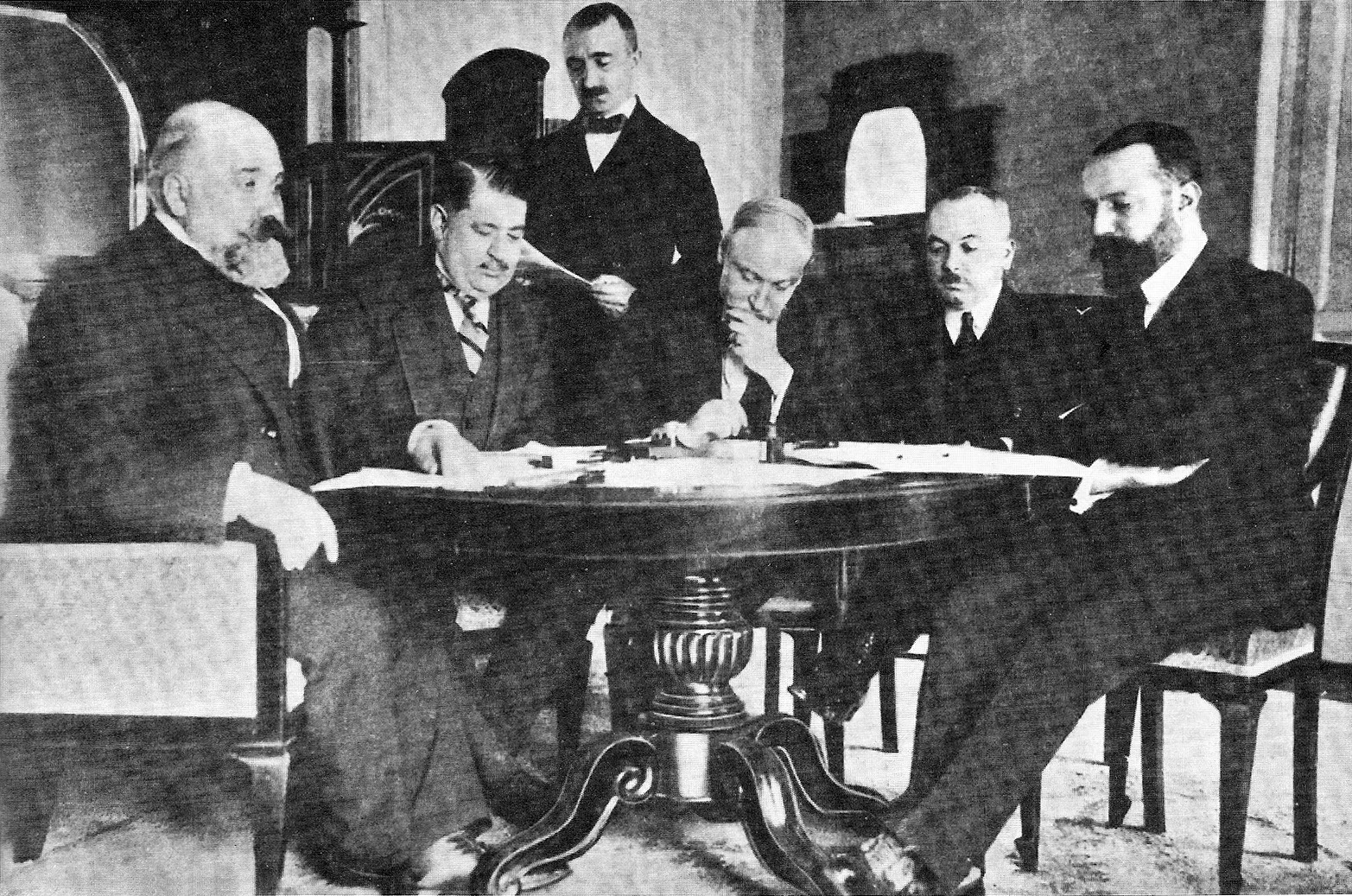
18 octobre : traité de Lausanne.

- 18 octobre : traité d’Ouchy mettant fin à la guerre italo-turque ; l’Italie obtient la Cyrénaïque, la Tripolitaine et le Dodécanèse[48].

- 23 novembre : un échange de lettre entre le Foreign Secretary Edward Grey et le diplomate Paul Cambon aboutit le 10 février 1913 à un accord naval franco-britannique qui permet de mettre fin à tout contentieux entre les deux pays sur la question syrienne. La Grande-Bretagne accepte de confier la défense de ses possessions de Méditerranée orientale à la flotte française en échange d’une protection des côtes françaises par ses navires[49]. Le 5 décembre, le gouvernement britannique déclare à la France qu’il n’a pas de visées politiques en Syrie[50].

- Décembre : fondation au Caire du parti de la décentralisation administrative ottomane[51], essentiellement par des émigrés syro-libanais, comme des membres de grandes familles syriennes tels les ‘Azm ou des réformistes musulmans comme Rashid Rida. Son programme consiste essentiellement à l’octroi de réformes décentralisatrices pour la Syrie, proche de l’autonomie ou bien dans le cadre d’une fédération avec l’Égypte.

### Europe

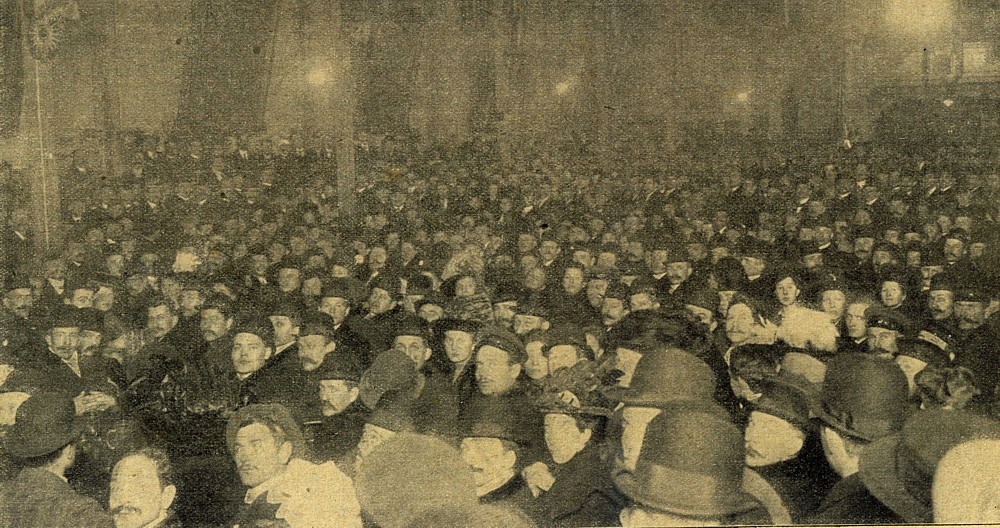
12 janvier : élections législatives allemandes.

- 12 janvier : succès socialiste aux élections au Reichstag en Allemagne[52]. Les conservateurs n’obtiennent que 163 sièges pour 197 aux progressistes. Victoire des sociaux-démocrates : avec 34,8 % des suffrages, il s’assurent 110 sièges. C’est le parti le plus représenté. Au lendemain du scrutin, les libéraux, effrayés par la poussée socialiste, rejettent l’idée d’une alliance regroupant tous les réformateurs. Le chancelier ne peut pas trouver une majorité susceptible de voter les projets de réforme.
- 28 janvier : première grève générale au Portugal[53].

- 7 février (25 janvier du calendrier julien) : loi d’assurance ouvrière en Roumanie[54].
- 8 - 12 février : mission de Lord Haldane à Berlin[55]. Négociations entre l’Allemagne et la Grande-Bretagne pour la limitation des armements navals. L’Allemagne est disposée à limiter son armement naval en échange de la neutralité de Londres, qui refuse. Les négociations sont rompues.
- 15 - 26 février, Portugal : scission du parti républicain en trois partis rivaux : le parti démocratique, dirigé par Afonso Costa (1912-1917), au centre gauche. À sa droite, le parti évolutionniste d’António José de Almeida (24 février) et le parti unioniste de Brito Camacho (pt) (26 février)[56].

- 13 mars (29 février du calendrier julien) : les États balkaniques (Bulgarie et Serbie puis Grèce et Monténégro) forment la Ligue balkanique, favorisée par la Russie, qui s’oppose à l’Empire ottoman pour l’enjeu de la Macédoine (17 octobre)[57].
- 29 mars : le coal mines (minimum wage) act reçoit la sanction royale[58]. Salaire minimum garanti pour les mineurs au Royaume-Uni.

- 10 avril : le gouvernement du Reich annonce le vote de la nouvelle loi navale[59].
- 11 avril : loi donnant le Home Rule à l’Irlande, exécutoire en 1914 malgré l’opposition des Lords. Menace de guerre civile. Les loyalistes se regroupent dans l’association paramilitaire des Volontaires d’Ulster (Ulster Volunteers)[60].

- 13 avril : création du Royal Flying Corps au Royaume-Uni[61].
- Mai : grève générale et émeutes à Budapest organisées par les sociaux-démocrates[62]. La répression par la police fait six morts, 182 blessés et 300 arrestations.
- 14 mai : début du règne de Christian X de Danemark (fin en 1947)[63].
- 29 mai (16 mai du calendrier julien) : alliance entre la Bulgarie et la Grèce[57].

- Juin : loi de défense en Autriche-Hongrie. Adoption du service militaire de deux ans[64].
- 30 juin : loi électorale instituant le suffrage universel masculin en Italie[65]. 52 socialistes et 33 catholiques entrent au Parlement en 1913.

- 13 juillet : les chefs d’état-major français Joffre et russe Jilinski signent un protocole d’entente qui améliore les conditions dans lesquelles les armées russe et française s’appuieraient réciproquement en cas de conflit[57].

- 8 août, Royaume-Uni : Cecil Chesterton, directeur du journal The New Witness publie un article sous le titre « The Marconi Scandal »[66]. Début d’une affaire de délit d’initiés concernant l’introduction en bourse de la compagnie Marconi, qui implique plusieurs ministres du gouvernement britannique.

- 12-15 septembre : succès du congrès eucharistique international de Vienne en Autriche[67].
- 25 septembre : manifestation au Caxton Hall de Londres en faveur de Mark Wilks, incarcéré parce que son épouse, le docteur Elizabeth Wilks refuse de payer ses impôts tant que les femmes n’ont pas le droit de vote[68].
- 28 septembre : Ulster Covenant, signé par près de 470 000 protestants en Irlande du Nord pour protester contre la loi sur le Home Rule[69].

- 8 octobre : le Monténégro déclare la guerre à la Turquie[70].
- 17 octobre : la Bulgarie et la Serbie déclarent la guerre à la Turquie, suivies par la Grèce le lendemain. Début de la première Guerre balkanique[70]. Elle se solde par la défaite de la Turquie contre les alliés balkaniques.
- 22 - 23 octobre : victoire grecque à la bataille de Sarantáporo[71].
- 23 - 24 octobre : victoire serbe à la bataille de Kumanovo ; les troupes serbe entrent à Skopje le 26 octobre[72].
- 24 octobre : victoire bulgare à la bataille de Kirk Kilissé[71].
- 29 octobre - 2 novembre : victoire bulgare décisive à la bataille de Lule-Burgas[71].

- 1er novembre : victoire grecque à la bataille de Giannitsa ; Thessalonique est occupée le 8 novembre[73].
- 9 novembre : l’armée serbe entre en Albanie ; elle atteint la côte adriatique le 18 novembre[72].
- 21 novembre : les Turcs sont vaincus par les Bulgares lors d’un combat naval au large de Varna[74].
- 24-25 novembre : congrès extraordinaire contre la guerre de la Deuxième Internationale à Bâle[75].
- 28 novembre : Ismaël Kemal Vlorë proclame l’indépendance de l’Albanie dans la ville de Vlora[76]. L’Autriche-Hongrie menace d'entrer en guerre contre la Serbie si elle ne retire pas ses troupes d’Albanie[72]. Berlin appuie Vienne dans les questions balkaniques[77].

- 5 décembre  : l’Allemagne parvient à faire renouveler la Triple-Alliance, par anticipation[48].
- 8 décembre : conseil de guerre en Allemagne : pour Moltke et Guillaume II d’Allemagne, la guerre est inévitable. Tirpitz souhaite attendre pour terminer la base sous-marine d’Heligoland. Le chancelier Bethmann-Hollweg, qui n’a pas participé au conseil, impose son point de vue : obtenir la neutralité anglaise, préparer économiquement et psychologiquement l’Allemagne à la guerre[78].
- 16 décembre : la flotte ottomane est battue à la bataille d’Elli par la Grèce à l’entrée des Dardanelles[79].

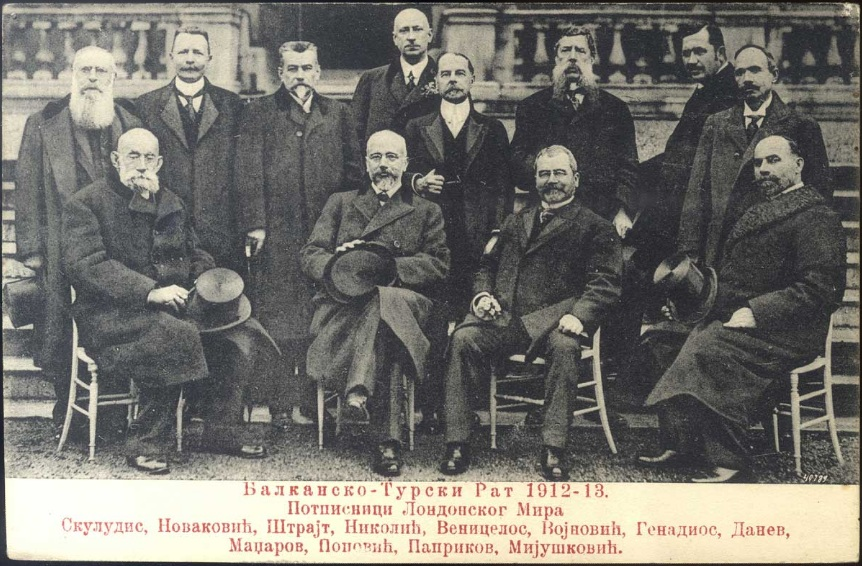
Les délégués des États des Balkans à la conférence de Londres. De gauche à droite : Stéphanos Skouloúdis (Grèce), Stojan Novakovic (Serbie), Georgios Streit (Grèce), Andra Nikolić (Serbie), Eleftherios Venizelos (Grèce), Lujo Vojnovic (Monténégro), Ioannis Gennadios (Grèce), Stoyan Daneff (Bulgarie), Michail Madjarov (Bulgarie), Jovo Popovic (Monténégro), Stefan Paprikov (Bulgarie), Lazar Mijushkovic (Monténégro).

- 17 décembre : l’Empire ottoman ayant demandé un armistice, une conférence internationale pour la paix s’ouvre à Londres. Les Turcs abandonnent la Macédoine et acceptent l’indépendance de l’Albanie[76].

#### Empire russe
- 18 - 30 janvier (5 - 17 janvier du calendrier julien)[80] : VIe conférence du POSDR à Prague. Rupture définitive entre bolcheviks et mencheviks[81].
- 29 février (16 février du calendrier julien) : début de la grève des  mines d’or de la Léna[81].
- 22 mars (9 mars du calendrier julien) : mise en cause par Alexandre Goutchkov à la Douma du rôle que joue Grigori Raspoutine dans l’entourage impérial[82].
- 17 avril (4 avril du calendrier julien) : massacre de la Léna. Répression d’une manifestation des ouvriers des mines d’or de Sibérie[83] (270 morts[81]).
- 5 mai (22 avril du calendrier julien) : premier numéro du quotidien bolchevik Pravda (« la Vérité ») à Saint-Pétersbourg[83]. 40 000 exemplaires en 1913.

- 17 juin : Lénine quitte Paris pour s’installer à Cracovie, en Galicie autrichienne[84]. Il est rejoint par Grigori Zinoviev et Lev Kamenev.
- 28 juin (15 juin du calendrier julien) : restauration de la justice de paix abolie en 1889. Les Juifs en sont exclus[85].

- 25 août - 8 septembre : Trotski forme à Vienne le « bloc d’août », tentative de réunification de la social-démocratie qui échoue[86].
- 15 novembre (2 novembre du calendrier julien) : élection de la 4e Douma d’État de l’Empire russe[87], ouverte le 28 novembre. Renforcement de la droite, érosion du centre octobriste.

- Rattachement à la Russie du pays de Chełm, en Pologne, pour des raisons religieuses[88].

## Prix Nobel
- Prix Nobel de physique : Nils Gustaf Dalén
- Prix Nobel de chimie : Victor Grignard et Paul Sabatier
- Prix Nobel de physiologie ou médecine : Alexis Carrel
- Prix Nobel de littérature : Gerhart Johann Robert Hauptmann
- Prix Nobel de la paix : Elihu Root

## Décès en 1912

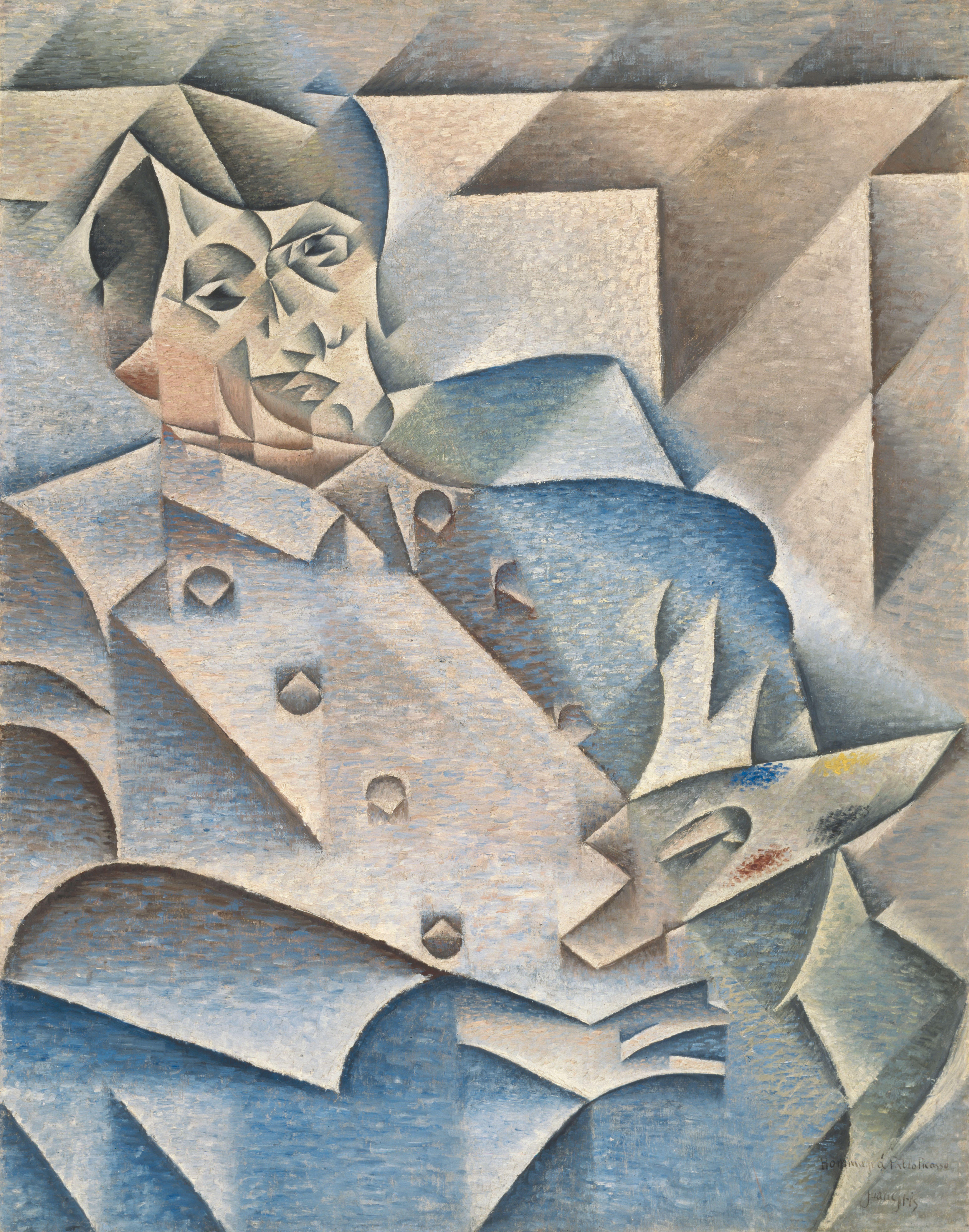
Portrait de Pablo Picasso, par Juan Gris.La peinture en 1912 sur Commons